# Hemilea albicostalis
Hemilea albicostalis är en tvåvingeart som först beskrevs av Ito 1984.  Hemilea albicostalis ingår i släktet Hemilea och familjen borrflugor. Inga underarter finns listade i Catalogue of Life.